# گور (مجارستان)
گور (به مجاری:  Gór) یک شهرداری در مجارستان است که در واش واقع شده‌است. گور ۱۰٫۹۹ کیلومتر مربع مساحت و ۲۵۲ نفر جمعیت دارد.